# REFA
REFA-Verband für Arbeitsgestaltung, Betriebsorganisation und Unternehmensentwicklung e. V. (fundado em 1924 como Reichsausschuß für Arbeitszeitermittlung) é uma associação alemã para o estudo do trabalho, organização empresarial e qualificação profissional com mais de 13.000 membros (individuais ou empresas), sediada em Darmstadt.
Desde a sua fundação esta associação dedica-se a transmitir know-how. Durante muito tempo este know-how foi transmitido apenas em forma de qualificação contínua, há alguns anos existe também a consultoria e o coaching.

## Organização
Na Alemanha, a organização REFA é composta por 10 associações regionais que por sua vez se encontram subdivididos em 120 organizações locais. Ao nível mundial a associação REFA encontra-se representada em muitos países através dos seus parceiros de cooperação.

### Em Portugal
Centro DUAL é a representante em Portugal da organização REFA que tem como princípio base a redução e optimização dos custos de produção quer na indústria quer em empresas de serviços. A associação conta com peritos das áreas da ciência, pesquisa científica, indústria, administração, associações empresariais e instituições.

## Metodologia
A metodologia REFA abrange os conhecimentos tradicionais e sempre actualizados da REFA. Os métodos chave destinam-se à optimização de processos de trabalho assim como à determinação e avaliação de dados da empresa. Os individuais métodos não podem apenas ser aplicadas isoladamente, mas sim também podem ser utilizadas em conjunto complementando-se. A aplicação dos métodos e das ferramentas segundo a metodologia REFA torna possível a análise geral e sistemática  dos processos de trabalho por forma a permitir a análise e optimização de toda a cadeia de valores da organização. A particularidade da metodologia REFA reside na seu neutralidade em termos de política tarifária. Antes da publicação de um método os seus conteúdos são sempre analisados pela Associação Federal de Entidades Patronais Alemãs (Bundesvereinigung der Deutschen Arbeitgeberverbände, BDA) e pela Associação de Sindicatos Alemães (Deutscher Gewerkschaftsbund, DGB).

## REFA-International
Através da REFA-International a associação oferece qualificação contínua e consultoria ao nível mundial. Esta actividade „sem fronteiras“ é realizada por parceiros locais certificados ou directamente a partir da Alemanha. Devido à sus rede extensa de parceiros a REFA pode sempre considerar as condicionantes locais. Empresas e organizações de praticamente todos os sectores e áreas pertencem à carteira de clientes internacionais da REFA. Por regra, o objectivo destas empresas é trabalharem ao nível mundial com os mesmos métodos e procederem também ao nível internacional ao intercâmbio de conhecimentos e experiências.